# Echeveria teretifolia
Echeveria teretifolia är en fetbladsväxtart som beskrevs av Dc.. Echeveria teretifolia ingår i släktet Echeveria och familjen fetbladsväxter. Inga underarter finns listade i Catalogue of Life.